# André de Biaudos de Castéja
André de Biaudos de Castéjà est un préfet et homme politique français, né le 22 janvier 1780 à Framerville (Somme) et décédé le 11 mars 1828 dans le premier arrondissement de Paris.

## Biographie
André de Biaudos, comte de Casteja est le fils de Stanislas Catherine de Biaudos, comte de Casteja, maréchal des camps et armées du Roi, gouverneur d'Arras, chevalier de Saint Louis, et de Marie Françoise Elisabeth Desfriches Doria. Il est le frère de François de Biaudos de Castéja, qui sera député de la Somme de 1827 à 1830.
Maire de Framerville, il entre dans l'administration sous le Premier Empire. Auditeur au Conseil d’État en 1810, il est inspecteur général des vivres de la guerre en 1811, sous-préfet de Boulogne-sur-Mer en 1813.
Rallié à la Restauration, il suit le Roi Louis XVIII à Gand pendant les cent jours. Louis XVIII le nomme alors commissaire du Roi sur les frontières de France d'avril à juin 1815, puis préfet provisoire du Pas de Calais (juin-juillet 1815) et préfet du Haut-Rhin (juillet-août 1815). 
Il est préfet de la Haute-Vienne en 1819, préfet de la Vienne en 1823, quand il est élu en 1824 député de la Haute-Vienne jusqu'en 1827. Il siège dans la majorité soutenant les ministères de la Restauration.
Le 27 janvier 1828, il est nommé préfet de la Meurthe, mais meurt subitement avant d'avoir été installé.
André de Biaudos de Castéja épouse en 1802 Alexandrine Françoise de Pons Rennepont (1779-1850). Tous deux ont un fils.

## Sources
- Adolphe Robert & Gaston Cougny, Dictionnaire des Parlementaires français, tome 1, 1889, Paris, Bourloton ; réimpression Genève, Slatkine, 2000, p. 603.
- René Bargeton, Pierre Bougard, Bernard Le Clère et Pierre-François Pinaud, Les Préfets du 11 ventôse an VIII au 4 septembre 1870, 1981, Paris, Archives Nationales, p. 52.